# Dominicaines de la Bienheureuse Imelda de Slovaquie
Ne doit pas être confondu avec Dominicaines de la bienheureuse Imelda.
Les Dominicaines de la Bienheureuse Imelda de Slovaquie (en slovaque : Kongregácia sestier dominikánok blahoslavenej Imeldy) forment une congrégation religieuse féminine enseignante de droit pontifical.

## Histoire
La congrégation est fondée en 1943 par Jozef Čársky, administrateur apostolique du diocèse de Košice en Tchécoslovaquie, de l'union des trois couvents dominicains slovaques de Petrovany, Humenné et Trebišov, qui faisaient initialement partie des dominicaines de sainte Marguerite de Hongrie et des dominicaines de la Bienheureuse Zdislava. Pendant la Seconde Guerre mondiale, nombre de religieuses sont envoyées dans les camps de concentration nazis, ce qui entraîne la quasi-disparition de la congrégation.
L'institut est approuvé comme congrégation de droit diocésain par le fondateur en 1947 ; il est agrégé à l'Ordre des Prêcheurs en 1977et reconnu de droit pontifical par le pape Jean-Paul II.

## Activités et diffusion
Les sœurs se consacrent à l'enseignement. 
Elles sont présentes en Slovaquieet en Ukraine.
La maison-mère est à Bratislava. 
En 2017, la congrégation comptait 83 sœurs dans 9 maisons.